# Circuito Mundial de Voleibol de Praia de 1992
O Circuito Mundial de Voleibol de Praia de 1992 foi a sexta edição das séries internacionais de vôlei de praia organizadas pela Federação Internacional de Voleibol (FIVB) para a variante masculina e a primeira edição para o naipe feminino. Para a edição 1992, o Circuito incluiu 5 torneios Open para o naipe masculino e 1 torneio Open para a variante feminina.

## Calendário

### Feminino
| Torneio                                                          | Ouro                                     | Prata                                      | Bronze                                       | Quarto lugar                            |
| Aberto de Almeria Almeria, Espanha De 12 a 15 de agosto de 1992. | Estados UnidosKarolyn Kirby · Nancy Reno | Estados UnidosLinda Chisholm · Angela Rock | BrasilRoseliane dos Santos · Roseli Ana Timm | BrasilIsabel Salgado · Jacqueline Silva |

### Masculino
| Torneio                                                                            | Ouro                                              | Prata                                    | Bronze                                          | Quarto lugar                                  |
| Aberto de Sydney Sydney, Austrália De 15 a 19 de janeiro de 1992.                  | Estados UnidosSinjin Smith · Randy Stoklos        | BrasilAndré Lima · Guilherme Marques     | BrasilRoberto Lopes · Franco Neto               | AustráliaAndy Burdin · Julien Prosser         |
| Aberto do Rio de Janeiro Rio de Janeiro, Brasil De 12 a 23 de fevereiro de 1992.   | Estados UnidosSinjin Smith · Randy Stoklos        | BrasilPaulo Moreira · Paulo Emílio Silva | BrasilEduardo Garrido · Roberto Moreira         | BrasilEduardo Bacil "Anjinho" · Nilo Chavarry |
| Aberto de Enoshima Enoshima, Japão De 28 a 30 de julho de 1992.                    | BrasilPaulo Moreira "Paulão" · Paulo Emílio Silva | Estados UnidosMark Eller · Todd Schaefer | FrançaJean-Philippe Jodard · Christian Penigaud | AustráliaAndy Burdin · Julien Prosser         |
| Aberto de Almeria Almeria, Espanha De 12 a 15 de agosto de 1992.                   | Estados UnidosSinjin Smith · Randy Stoklos        | BrasilEduardo Garrido · Roberto Moreira  | BrasilAndré Lima · Guilherme Marques            | NoruegaJan Kvalheim · Bjørn Maaseide          |
| Aberto de Lignano Lignano Sabbiadoro, Itália De 29 de julho a 4 de agosto de 1992. | BrasilPaulo Moreira "Paulão" · Paulo Emílio Silva | BrasilEduardo Garrido · Roberto Moreira  | Estados UnidosScott Friederichsen · Tim Walmer  | BrasilAloízio Claudino · José Loiola          |

## Quadro de medalhas
| Ordem | País           | Medalha de ouro | Medalha de prata | Medalha de bronze | Total |
| ----- | -------------- | --------------- | ---------------- | ----------------- | ----- |
| 1.    | Estados Unidos | 4               | 2                | 1                 | 7     |
| 2.    | Brasil         | 2               | 4                | 4                 | 10    |
| 3.    | França         | 0               | 0                | 1                 | 1     |